# Marie Brûlart
Marie Brûlart, duchessa di Luynes (1684 – Versailles, 11 settembre 1763), è stata una nobildonna francese.

## Biografia
Era la figlia di Nicolas Brûlart, marchese de La Borde, e di sua moglie, Marie Bouthillier.

## Matrimoni

### Primo Matrimonio
Nel 1704 sposò Louis Joseph de Béthune, marchese di Chârost (1681-1709), che fu ucciso combattendo contro le forze britanniche del Duca di Marlborough nella battaglia di Malplaquet, quattro giorni dopo la nascita della loro unica figlia: Marie Therese de Béthune-Chârost (1709-1716).
Nel 1735, ha sostituito la duchessa di Boufflers come dama d'onore della regina. La posizione di dama d'onore era il secondo in rango tra i cortigiani femminile della regina.

### Secondo Matrimonio
Si risposò con Charles Philippe d'Albert (1695-1758), duca di Luynes. Lei e il marito era molto vicini alla regina Maria Leszczyńska.

## Morte
Morì l'11 settembre 1763.